# Variimorda basalis
Variimorda basalis es una especie de coleóptero de la familia Mordellidae. La especie fue descrita científicamente por Achille Costa en 1854.

## Distribución geográfica
Habita en Europa.